# Greuther Berg
Der Greuther Berg ist ein 457 m ü. NHN hoher Berg im Steigerwald. Er liegt im östlichen Teil des Landkreises Kitzingen in Unterfranken.

## Geographische Lage
Der Greuther Berg liegt im westlichen Teil des Steigerwalds. Er liegt etwa ein Kilometer östlich von der Ortschaft Greuth. Bekannt ist Berg durch den Weinanbau. Den Berg erreicht man über die Staatsstraße 2421. Am Fuße des Berges liegt die Ortschaft Greuth.

## Weinanbau

### Lage
Der Greuther Bastel liegt in einer Bucht zwischen dem vorspringenden Abtswinder Altenberg und dem Casteller Schlossberg. Die Reben genießen hier in den warmen Süd- und Westhängen ein besonders günstiges Kleinklima. Nährstoffreiche Keuperböden und die geschützte warme Lage führen zu guten Wuchs- und Reifebedingungen und prägen den Charakter der Weine vom „Greuther Bastel“.

### Boden
Verwitterungsboden aus Keupergestein, teils lehmiger Ton, teils schiefergrusig Gesamtgröße: rund 16 Hektar Rebsorten: Müller-Thurgau, Silvaner, Bacchus, Riesling, Scheurebe, Gelber Muskateller, Weißburgunder, Spätburgunder, Acolon, Regent, Dornfelder, Cabernet Dorsa, Domina.

### Geschichte
Bereits 1266 werden in alten Urkunden der Casteller Grafen Weinberge am Greuther Berg erwähnt. Die Rebflächen wurden in ihrer heutigen Form in der Flurbereinigung von 1966 bis 1970 angelegt. Seit 1971 ist der offizielle Lagenname „Bastel“. Dieser ist eine Kurzform von Sebastian und geht auf die in historischen Karten verwendete Flurbezeichnung „Bastels Feld“ zurück.

### Wein
Durch die unterschiedliche Ausrichtung der Rebhänge entsteht am „Bastel“ eine Vielfalt an Weinen, die sich von soliden Qualitätsweinen bis zu individuellen und ausdrucksstarken Spitzenweinen erstreckt. Der Charakter dieser Weine zeigt sich besonders in seiner markanten, feinwürzigen Aromatik und eleganten Mineralität. Die hier angebauten Trauben werden von den örtlichen Weingütern ausgebaut und vermarktet oder an die Winzergemeinschaft Franken geliefert.